# Mont Blanctunneln
Mont Blanctunneln är en 11,6 km lång och 8,6 m bred vägtunnel under Alperna mellan Frankrike och Italien i närheten av Mont Blanc. Den består av ett tunnelrör. Europaväg E25 följer tunneln. Gränsen mellan Frankrike och Italien ligger 7,6 kilometer inne i tunneln från den franska sidan.
Tunneln är på senare år mest känd för en lastbilsbrand mitt i tunneln den 24 mars 1999. 39 personer dog, och tunneln fick stängas i tre år.